# Цао Юань
Ца́о Юа́нь (кит. упр. 曹缘, пиньинь Cáo Yuán, род. 7 февраля 1995) — китайский прыгун в воду, 4-кратный олимпийский чемпион, 5-кратный чемпион мира.

## Биография
Цао Юань родился в 1995 году в Пекине. В 2009 году на 11-й Спартакиаде народов КНР завоевал бронзовую медаль в прыжках с вышки и золотую — в синхронных прыжках с вышки (в паре с Линь Юэ). В 2010 году завоевал золотую медаль Азиатских игр в прыжках с 10-м вышки. В 2012 году Цао Юань завоевал золотую медаль Олимпийских игр в синхронных прыжках с 10-м вышки (в паре с Чжан Яньцюанем).
На чемпионате мира 2019 года в корейском Кванджу в паре с Се Сыи завоевал золотую медаль в синхронных прыжках с 3-метрового трамплина. Через два дня он выиграл титул чемпиона и в синхронных прыжках с вышки. В индивидуальных соревнованиях на 3-метровом трамплине сумел завоевать серебряную медаль.
В 2025 году на чемпионате мира в Сингапуре в смешанном командном соревновании завоевал золотую медаль. В прыжках с трёхметрового трамплина стал серебряным призёром, уступив мексиканцу Осмару Ольверу.